# 徳島石油
徳島石油株式会社（とくしませきゆ）は、徳島県徳島市に本社を置く石油や石油製品の販売、石油精製を行う企業。
直営サービスステーション32ヶ所、系列販売店28店およびLPG部、直売部を東四国地域に展開している。

## 概要
徳島県下の石油販売会社。かつてはシェルSSとモービルSSの二つを給油所網に持っていたが、現在はシェルSS（後のアポロステーション）に統一している。

## 給油所
- SSマップ徳島を参照。
- SSマップ香川を参照。

## 事業所
- 本社
  - 徳島県徳島市末広1丁目2-43
- 高松支店
  - 香川県高松市今里町1丁目28-28
- 末広油槽所
  - 徳島県徳島市末広1丁目2-43
- 国府LPG充填所
  - 徳島県徳島市国府町早渕839
- 鴨島LPG販売所
  - 徳島県吉野川市鴨島町上浦723-2
- 車検センター
  - 香川県高松市西ハゼ町字土居322-1
- カーケアセンター牟礼
  - 香川県高松市牟礼町原字井手東655-1